# Estonie au Concours Eurovision de la chanson 2007
L'Eurolaul 2007, présenté par Marko Reikop et Maarja-Liis Ilus, s'est déroulé dans les studios d’ETV le 3 février 2007.
ETV a pris contact avec plusieurs artistes estoniens connus et considérés comme de vieux habitués de ce type de compétition :
- Ines, qui a participé au Concours Eurovision de la chanson 2000 et à l’Eurolaul 2006 ;
- Les Vanilla Ninja, qui avaient participé à l’Eurolaul 2003 et participé au Concours Eurovision de la chanson 2005 sous les couleurs de la Suisse ;
- Sven Lõhmus, qui a composé les chansons qui ont concouru en 1996, 1999 et 2005 ; il avait composé Club Kung-Fu pour la participation de Vanilla Ninja à l’Eurolaul 2003 ; il a écrit les paroles et la musique de Sunflowers, qui sera interprété par Laura ;
- Pearu Paulus, Ilmar Laisaar et Alar Kotkas, qui ont composé les chansons qui ont concouru en 2000, 2002 et 2006 ; Pearu Paulus a participé à l’Eurolaul en 1994, 1996, 1997 et 1999 ; ils ont composé One Year from Now, qui sera interprété par Linda ;
- Soul Militia, qui accompagnait (sous le nom 2XL) Dave Benton et Tanel Padar lors de leur victoire au Concours Eurovision de la chanson 2001 ;
- Koit Toome, qui a participé au Concours Eurovision de la chanson 1998 et à l’Eurolaul 2003.
- Laura Põldvere, qui fut la chanteuse de Suntribe, les participants Estoniens au Concours Eurovision de l'Eurovision 2005

Les chansons ont été diffusées une première fois le 27 février avant la finale du 3 février. Le candidat estonien a été désigné par le public en deux temps : les trois chansons arrivées en tête lors d'un premier vote ont fait l'objet d'un second vote.
La compétition est remportée par Gerli Padar, qui avait participé à l'Eurolaul en 1999 et en 2002

## Résultats de l'Eurolaul 2007
| #     | interprète                       | chanson           | phase 1   | phase 1 | phase 2   | phase 2 |
| #     | interprète                       | chanson           | télévotes | place   | télévotes | place   |
| ----- | -------------------------------- | ----------------- | --------- | ------- | --------- | ------- |
| 1     | Kristjan Kasearu & Paradise Crew | So Much to Say    | 1 771     | 7       | 212       |         |
| 2     | Arne Lauri                       | Supreme Nature    | 1 543     | 9       | 45        |         |
| 3     | Koit Toome                       | Veidi Veel        | 1 371     | 10      | 90        |         |
| 4     | Laura                            | Sunflowers        | 8 170     | 3       | 25 896    | 3       |
| 5     | Gerli Padar                      | Partners in Crime | 16 759    | 1       | 56 172    | 1       |
| 6     | Vanilla Ninja                    | Birds of Peace    | 7 552     | 4       | 262       |         |
| 7     | Linda                            | One Year From Now | 1 701     | 8       | 47        |         |
| 8     | Soul Militia                     | My Place          | 4 524     | 5       | 40        |         |
| 9     | Ines                             | In Good and Bad   | 2 583     | 6       | 60        |         |
| 10    | Hele Kõre et Kristjan Kasearu    | Romeo ja Julia    | 9 350     | 2       | 36 881    | 2       |
| Total | Total                            | Total             | 56 172    |         | 118 949   |         |

Partners in Crime échoue lors de la demi-finale Concours Eurovision de la chanson 2007 en se classant 22e. L'Estonie devra de nouveau participer à la demi-finale du Concours Eurovision de la chanson 2008.

## Sources
1. ↑  (ee) http://ajaviide.delfi.ee/news/muusika/article.php?id=14989753

- (ee) ESC Estonia (page consacrée à l’Eurolaul)
- (ee) Site web d'ETV